# Lars Kleppich
Lars Kleppich (Sydney, 9 de agosto de 1967) é um velejador australiano, medalhista olímpico.

## Carreira
Lars Kleppich representou seu país nos Jogos Olímpicos de 1992, 2000 e 2004, na qual conquistou medalha de bronze na classe lechner, atual mistral em 1992. 